# Andrej Nepein
Andrej Jur'evič Nepein (cirillico Андрей Юрьевич Непеин; Dmitrov, 28 giugno 1965) è un ex biatleta sovietico.

## Biografia
In Coppa del Mondo ottenne il primo podio il 18 gennaio 1986 ad Anterselva (2°) e l'unica vittoria il 25 gennaio successivo a Feistritz an der Drau.

## Palmarès

### Coppa del Mondo
- 2 podi (entrambi individuali[1]):
  - 1 vittoria
  - 1 secondo posto

#### Coppa del Mondo - vittorie
| Data            | Località              | Nazione | Specialità |
| --------------- | --------------------- | ------- | ---------- |
| 25 gennaio 1986 | Feistritz an der Drau | Austria | SP         |

Legenda:

SP = sprint